# Альфред Рассел Воллес
А́льфред Ра́ссел Во́ллес, також А́льфред Ра́ссел Уо́ллес (англ. Alfred Russel Wallace; 8 січня 1823, Аск — 7 листопада 1913, Бродстоун) — британський натураліст, мандрівник, географ, біолог і антрополог.
Воллес був добре відомий завдяки тому, що він самостійно дійшов до розуміння теорії еволюції шляхом природного відбору й одночасним публікуванням разом з Чарльзом Дарвіном статті на цю тему в 1858 році. Воллес здійснив широкі польові дослідження: спочатку в басейні річки Амазонка, а згодом на Малайському архіпелазі, де встановив лінію Воллеса, що розділяє Індонезійський архіпелаг на дві окремі частини, з яких на одній тварини близькі до відповідних австралійських, а на другій — види здебільшого мають азійське походження. Його у XIX сторіччі вважали провідним фахівцем з географічного поширення тваринних видів та іноді називали «батьком біогеографії». Воллес був одним з видатних мислителів-еволюціоністів XIX століття і зробив, крім одночасного з Дарвіном відкриття природного відбору, внесок у розвиток еволюційної теорії. Наприклад, поняття про попереджувальне забарвлення (warning colouration) у тварин, яке сигналізує хижака про те, що тварина гірка на смак чи отруйна, та ефект Воллеса — гіпотеза про те, як природний відбір міг сприяти видоутворенню через підтримання розвитку бар'єра від схрещування.

## Елегантне доведення кулястості Землі
Борець проти лженауки і всіляких забобонів, Воллес прочитав у січні 1870 року в науковому журналі оголошення Джона Хемдена, автора книги, яка доводила, що Земля — плоский диск. Він пропонував парі на 500 фунтів стерлінгів тому, хто візьметься наочно довести кулястість Землі і 
|  | продемонструє способом, зрозумілим кожній розумній людині, опуклу залізничну колію, річку, канал або озеро |

Воллес для демонстрації кулястості Землі вибрав прямолінійний відрізок каналу завдовжки 6 миль. На кінцях відрізка стояли два мости. На одному з них Воллес встановив 50-кратний телескоп з нитками візира в окулярі. Посеред каналу, на відстані 3-х миль від кожного мосту, він поставив високу тичку з чорною кулею на ній. На інший місток він навісив дошку з горизонтальною чорною смужкою. Висота над водою телескопа, чорної кулі, чорної смуги була однаковою. Якщо Земля (і вода в каналі) плоска, чорна смуга і чорна куля повинні збігтися в окулярі телескопа. Якщо ж поверхня води опукла, повторює опуклість Землі, то чорна куля повинна опинитися вище смуги. Так і вийшло — розмір розбіжності добре збігався з розрахунковим, виведеним з відомого радіуса нашої планети.
Хемден відмовився подивитися в телескоп, надіславши свого секретаря, який запевнив присутніх, що обидві мітки розташовані на одному рівні. Розпочався багаторічний судовий процес, у результаті якого Хемдена змусили виплатити 500 фунтів.

## Вшанування
Медаль Дарвіна-Воллеса — нагорода Лондонського Ліннеївського товариства, яку вручають за видатні досягнення в еволюційній біології названа на честь Альфреда Воллеса та Чарлза Дарвіна.
Першу золоту медаль було вручено Альфреду Воллесу у 1908 році.